# Lunar Laser Ranging

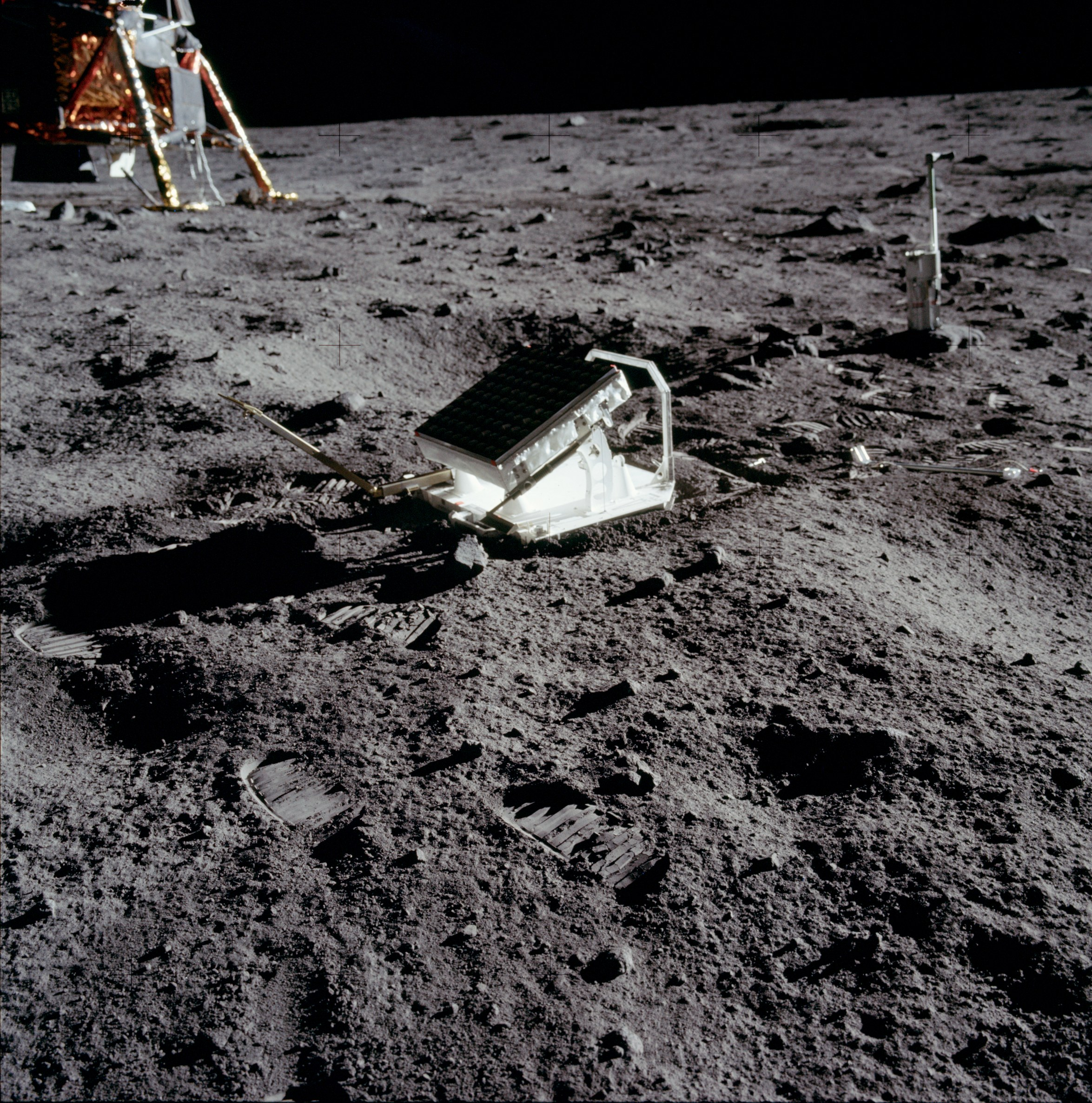
Lunar Laser Ranging från Apollo 11 landningen

Lunar Laser Ranging (LLR) är en avståndsmätning till positionskända punkter på månen. Metoden används för att mäta jordens rörelser.